# Nicoll Parrado
Nicoll Dayanna Parrado Osorio (ur. 9 sierpnia 2003) – kolumbijska zapaśniczka walcząca w stylu wolnym. Zajęła dwunaste miejsce na mistrzostwach świata w 2023 roku.
Brązowa medalistka igrzysk panamerykańskich w 2023. Wicemistrzyni igrzysk Ameryki Środkowej i Karaibów w 2023. Piąta na mistrzostwach panamerykańskich w 2024. 
Mistrzyni panamerykańska U-23 w 2024. Pierwsza na mistrzostwach panamerykańskich juniorów w 2022 i 2023 roku.